# São João dos Angolares
São João dos Angolares (español: San Juan de los Angolares) es una pequeña ciudad del Distrito de Caué en la costa este de la isla de Santo Tomé en Santo Tomé y Príncipe.

## Datos básicos
- Su población para 2005 estaba estimada en unos 6.636 habitantes.

## Ciudades próximas
- Neves, al noroeste.
- Santana, al norte.